# Phia Ménard
Phia Ménard (Nantes, 11 de fevereiro de 1971) é uma performer, coreógrafa e encenadora transgênero francesa.
Desde 1998, quando fundou a Compagnie Non Nova, tem atuado em diversos países do mundo. Mas o ponto de inflexão de sua carreira veio em 2008, quando a peça PPP (Posição Parallèle au Plancher), foi apresentada no centro cultural Les Subsistances, de Lyon. A peça propõe uma reflexão sobre a identidade humana, a partir da transformação de um elemento natural (o gelo, em água).
Em 2020, Phia Ménard apresentou, na Mostra Internacional de Teatro de São Paulo, no espetáculo Contes immoraux - partie 1: maison mère (em português, "Contos imorais - parte 1: casa mãe"), que interpretou e dirigiu.